# RAI
RAI (Tiếng Ý: Radiotelevisione Italiana) là đài truyền hình quốc gia thuộc sở hữu của Bộ Kinh tế và Tài chính. Đây là một trong những đài truyền hình lớn nhất ở Ý, cạnh tranh với Mediaset và các đài truyền hình khác. RAI có lưu lượng khán giả xem truyền hình tương đối cao với tỷ lệ là 35,9%.

## Kênh truyền hình và đài phát thanh

### Kênh truyền hình
| Logo | Kênh        | Ngày lên sóng     | Truyền hình kỹ thuật số mặt đất | Tivùsat | Sky Italia | RaiPlay |
| ---- | ----------- | ----------------- | ------------------------------- | ------- | ---------- | ------- |
|      | Rai 1       | 3 tháng 1, 1954   | 1                               | 1       | 101        |         |
|      | Rai 2       | 4 tháng 11, 1961  | 2                               | 2       | 102        |         |
|      | Rai 3       | 15 tháng 12, 1979 | 3                               | 3       | 103        |         |
|      | Rai 4       | 14 tháng 7, 2008  | 21                              | 10      |            |         |
|      | Rai 5       | 26 tháng 11, 2010 | 23                              | 13      |            |         |
|      | Rai Movie   | 1 tháng 7, 1999   | 24                              | 14      |            |         |
|      | Rai Premium | 31 tháng 7, 2003  | 25                              | 15      |            |         |
|      | Rai Gulp    | 1 tháng 6, 2007   | 42                              | 42      | 807        |         |
|      | Rai Yoyo    | 1 tháng 11, 2006  | 43                              | 43      |            |         |
|      | Rai News 24 | 26 tháng 4, 1999  | 48                              | 24      | 508        |         |
|      | Rai Storia  | 2 tháng 2, 2009   | 54                              | 23      | 805        |         |
|      | Rai Sport   | 1 tháng 2, 1999   | 58                              | 21      | 227        |         |
|      | Rai Scuola  | 19 tháng 10, 2009 | 146                             | 33      | 806        |         |

## Chỉ trích

### Quản lý kém minh bạch
Năm 2008, một bài báo trên L'Espresso đã cáo buộc RAI quản lý kém minh bạch dẫn đến lãng phí ngân sách liên tục và cấu trúc bên trong quá nặng nề, chẳng hạn như gây thất thoát cho việc sản xuất các chương trình phát thanh và truyền hình.

### Bê bối tham nhũng và hối lộ
RAI đã bị điều tra và bị phạt (với nhiều giám đốc điều hành bị bắt hoặc bị sa thải) vì những khoản chi tiêu phi lý và những món quà đáng ngờ. Có bằng chứng cho rằng các bữa tối, đồng hồ đắt tiền và đồ trang sức đều được RAI trả cho những người không liên quan đến công ty.
Năm 2022, một vụ bê bối mới đã được điều tra liên quan đến tham nhũng và hối lộ. Ít nhất 5 người đã bị bắt giữ.